# Ройселеде
Ройселеде (на нидерландски: Ruiselede) е селище в Северозападна Белгия, окръг Тийлт на провинция Западна Фландрия. Населението му е около 5100 души (2006).